# Trattato di Parigi (1323)
Il trattato di Parigi firmato il 6 marzo 1323 a Parigi, da Luigi I di Fiandra e Guglielmo I di Hainaut conclude tutte le dispute tra i Dampierres e gli Avesnes sulla contea di Zelanda. Il trattato stabilisce che Luigi I rinuncia ai diritti feudali fiamminghi sulla Zelanda, sulle sue isole e le sue acque e riconosce il conte d'Olanda quale conte di Zelanda.